# مظفر النواب
مظفر عبدالمجید النواب (زادهٔ ۱۹۳۴ – ٢٠ مهٔ ۲۰۲٢) شاعر معاصر عراقی بود. وی از خانواده النواب بود که نسب این خانواده به موسی کاظم (امام هفتم شیعیان) می‌رسید. خانوادهٔ النواب از خانواده‌های ثروتمند عراقی بوده که اهتمام و علاقهٔ بسیاری به هنر و شعر داشتند ولی به دلیل ورشکستگی پدر، ثروت این خانواده از بین رفت و ناچار به مهاجرت به هند شدند. مدتی پس از این مهاجرت، یکی از اجداد وی حاکم یکی از ولایات هند شد و در مقابل اشغال آن‌جا از سوی بریتانیا، قد علم کرد. با این وجود او و خانواده‌اش از آن‌جا رانده شدند و عراق را برای زندگی انتخاب نمودند. مظفر النواب در سال ۱۹۳۴ در محلهٔ شیعه‌نشین کرخ بغداد به دنیا آمد. تحصیلات خود را در دانشکده ادبیات بغداد به پایان برد و پس از فروپاشی دوران پادشاهی عراق در سال ۱۹۵۸، در وزارت آموزش و پرورش عراق مشغول به‌کار شد. هم‌زمان با اوج‌گیری درگیری‌ها بین حزب بعث عراق و حزب کمونیست عراق در سال ۱۹۶۳ ناچار به فرار شد. او از طریق بصره به اهواز گریخت و قصد سفر به شوروی داشت ولی توسط ساواک دستگیر و به استخبارات عراق تحویل داده شد. دادگاه نظامی عراق او را به اعدام محکوم کرد اما با تلاش‌های خانواده و دوستانش، این حکم به زندان ابد تقلیل یافت و در زندان بیابانی نقرة سلیمان، نزدیک مرزهای عراق و عربستان سعودی زندانی شد. پس از آن‌که مدتی را در زندان گذراند به زندانی دیگر در شهر حله در جنوب عراق منتقل شد. سرانجام وی در ٢٠ مه ۲۰٢٢ و پس از تحمل یک دوره بیماری درگذشت. 

## زندگی

### دوران کودکی
مظفر النواب در سال ۱۹۳۴ در محله شیعهنشین کرخ بغداد به دنیا آمد او از خاندان نواب بود که به هنردوستی مشهور بوده و مردم عراق محله‌ای در بغداد را به احترام این خاندان، شریعة النواب می‌نامند و گاهی در شعرهای‌شان نیز این محله را یاد می‌کنند. او از سه‌سالگی شروع به آموختن قرآن نمود و حمدی تکریتی، معلم ابتدایی مظفر، اولین کسی بود که استعدادهای شعری او را کشف نمود. روزی معلم روی تخته سیاه می‌نویسد «قَضَينا ليلة ً في حَفل عُرس ٍ» و از شاگردان می‌خواهد مصرع دومی برای این مصرع بسرایند. مظفر بلافاصله می‌گوید: «كأنّا جالِسون بِقُرص شَمس ِ» یعنی «شبی را در بزم عروسی گذراندیم تو گویی در قرص خورشید نشسته‌ایم» این هم‌وزنی دو مصرع و تشبیه بزم عروسی به خورشید هنوز از سوی منتقدین، مورد ستایش قرار گرفته و دلیلی بر نبوغ شعری مظفر به‌شمار می‌آید.

### مبارزات سیاسی
مظفر در دوران دانشجویی وارد فعالیت‌های سیاست شد و با سرودن اشعار انقلابی و تند و مشارکت در اعتراضات عمومی به یک مبارز سیاسی تمام‌عیار بدل شد. او که در سال ۱۹۵۸ به استخدام وزارت آموزش و پرورش عراق درآمده بود، به جرم طرفداری از حزب کمونیست عراق و تلاش برای براندازی نظام پادشاهی عراق، از تدریس محروم شد. در سال ۱۹۵۸ و به دنبال وخامت اوضاع سیاسی عراق، او از طریق نخلستان‌های بصره وارد اهواز شد ولی به دست نیروهای ساواک دستگیر شده و به‌شدت مورد شکنجه قرار می‌گیرد به‌طوری‌که از آن به عنوان تلخ‌ترین حادثهٔ عمر خود یاد می‌کند. مظفر النواب در قصیدهٔ «وتريات ليلية» روزهای شکنجه را چنین توصیف می‌کند.
| فی طَهرانَ وَقَفتُ أ َمامَ الغولِ تَناوبَنی بالسَّوط وبالأَحذیةِالضّخمَةِعشرة ُ جلّآدینَ وکانَ کبیرُ الجلّادینَ له عینانِ کَبیتَی نَمل أبیضَ مُطفأتین وشَعرُ خنازیرَ ینبتُ مِن مِنَخرَیه وفی شفَتیه مُخاطُ مِن کلماتٍ کانَ یقطُرُها فی أذنی ویسألُنی:مَن أنت؟ خجِلتُ أقولُ له قاومتُ الاستعمارَ فَشردّنی وطنی غامت عینایَ مِنَ التّعذیبِ | در تهران در برابر غول (مأموران ساواک) ایستادم ده دژخیم به‌نوبت مرا با تازیانه و چکمه‌هایشان می‌زدند رئیس دژخیمان چشمانی داشت خاموش، همچون لانهٔ مورچه سفید که موهای داخل بینی‌اش مانند موهای خوک بیرون زده بود و مدام کلمات کف‌آلودش را به داخل گوشم می‌ریخت و از من می‌پرسید تو کیستی؟ خجالت کشیدم به او بگویم در برابر استعمار مقاومت کردم از وطنم مرا آواره کرد از شدت شکنجه چشمانم تیره و تار گردید |
| --- | --- |

شاه ایران مظفر و تعدادی از همراهانش را به رژیم عراق تحویل داد. در عراق آنان در دادگاه نظامی به اعدام محکوم شدند. با تلاش‌های خانوادهٔ او، این حکم به زندان ابد کاهش یافت ولی او که تاب زندان نداشت به همراه چند تن از زندانیان با حفر تونل از آن‌جا گریخته و پس از فرار به جنوب عراق، در میان کشاورزان و هورنشینان آن‌جا سکنی گزیدند و به مبارزهٔ مسلحانه علیه رژیم عراق پرداختند. با اعلام عفو عمومی در سال ۱۹۶۸، به بغداد بازگشت ولی او و چند تن دیگر از اعضای حزب کمونیست عراق بازداشت و روانهٔ زندان شدند. او در زندان از حزب کناره‌گیری نمود. و قصیدهٔ عتاب را در ابراز انزجار و نقد حزب کمونیست سرود. او در صفحهٔ ۱۱۲ دیوان شعرش، خود را چنین توصیف می‌کند.
سبحانَک کُلَّ الأشیاء رضیتُ سوی الذّل وأَن یوضعَ قلبی فی قفص فی بیت السّلطان
ای خدای سبحان، به آن‌چه برایم مقدر کنی خشنودم، جز ذلت و خواری، و این‌که قلبم در قفسی نهاده شود، در کاخ سلطان

## شعر مظفر النواب

مظفر النواب

شعر مظفر النواب شکلی یگانه از شعر عربی‌ است که نظیری از ابتدای تاریخ شعر عربی تا به امروز ندارد. برخلاف این‌که او شباهت‌هایی به شاعران منقد عرب، مانند ابن‌مفرغ الحمیری، ابی‌الطیب المتنبی و بشار بن برد دارد، ولی هیچ‌کدام از آن‌ها در نقد عریان به پای او نمی‌رسند. او ترکیب‌های بی‌رحمانهٔ متنبی را در شعرهایش به کار می‌برد تا حاکمان روز را به نقد بکشد. او تنها شاعر عربی‌است که تاکنون در مدح حاکمان شعری نسروده‌است. البته باید توجه داشت که او تنها یک شاعر نقاد نیست زیرا گاهی در شعرهایش از می و عشق یا از شهرهایی که دوستشان دارد نیز یادی می‌کند.

دیوان شعر مظفر النواب بیانگر روحیهٔ مبارز او بوده و فلسطین بیشترین سهم را از این دیوان به خود اختصاص داده‌است. پیامبر اسلام، امامان شیعه و شخصیت‌های معاصر چون سیدحسن نصرالله و خالد اسلامبولی افرادی‌اند که او آن‌ها را در شعرهایش ستوده و حاکمان کشورهای عربی را به باد بدترین و عریان‌ترین انتقادها می‌گیرد، به همین دلیل دیوان شعر وی در هیچ کشور عربی چاپ نمی‌شود. او در سال ۱۹۹۶ دیوانش را به نام «الأعمال الشعرية الكاملة لمظفّر النّواب» در لندن منتشر کرد. صلاح القاضی اشعار او را چنین توصیف می‌کند.
 شعر مظفر نواب دریایی‌است که گاهی آرام و گاهی خروشان و متلاطم است. خواص آن را می‌پسندند و عوام بدان عشق می‌ورزند و با آن زندگی می‌کنند.

### جایگاه شعر مظفر النواب در جهان عرب
نگاهی گذرا به مجلات ادبی منتشرشده در عراق و دیگر کشورهای عربی، هم‌زمان با برآمدن مظفر، نشان از آن دارد که او با بایکوتی سراسری مواجه بوده‌است که البته این موضوع دور انتظار نیست زیرا او شاعر اپوزیسیون است. مظفر از اعضای حزب کمونیست عراق بود و این حزب سرسخت‌ترین مخالف حزب حاکم وقت، یعنی حزب بعث عراق بود. مظفر لحظه‌ای از نقد و هجو دشمن به‌خصوص حزب بعث دست نکشید. مجلهٔ فصول چاپ مصر در شماره‌هایی که به بررسی شعر معاصر و چهره‌های سرشناس آن مانند شوقی، حافظ و صلاح عبدالصبور اختصاص داد هیچ نامی از مظفر النواب نبرد؛ حال آن‌که نظر شاعری دیگر به نام مرید البرغوثی که در نابلس گفته بود مظفر شاعری گذرا و شاعر مد است را تأیید کرد. علاوه بر سکوت همگانی پژوهشگران شعر معاصر، آن‌جا که از او یادی می‌شود تقریباً غیرمنصفانه‌است؛ وفیق الخنسة شعر «وتریات لیلیة» او را شعری خوب توصیف می‌کند اما معتقد است که این رویکرد، باعث هدر رفتن استعدادهای شاعر می‌شود. وفیق شعرهای مظفر را توهین‌هایی بی‌ارزش و بازاری توصیف می‌کند. با این وجود علی جعفر العلاق بیان مظفر را، بیانی بی‌نظیر توصیف می‌کند اما معتقد است که مظفر افتخار واقعی را باید در سرزمینی غیر از عراق بجوید. مصطفی بدوی منتقد ادبی و تاریخنگار برجسته نیز در کتاب خود «مختارات من الشعر العربی الحدیث» هیچ ذکری نه از مظفر النواب و نه هیچ یک از شاعران مقاومت چون محمود درویش یا سمیح القاسم به میان نمی‌آورد.

### فلسطین در شعر مظفر النواب
فلسطین شاه‌بیت اشعار مظفر النواب بوده و او بی‌پرواترین شاعر عرب در انتقاد از مواضع حکام عرب در قبال مسئلهٔ فلسطین است که با تشبیه فلسطین به سر حسین بن علی در صفحهٔ ۳۲۷ دیوانش این‌چنین حاکمان عرب را مخاطب قرار می‌دهد.
این سر انقلاب است که این‌چنین در طبقی از طلا به سوی قصر یزید حمل می‌شود. آیا شما عرب هستید؟ و یزید در بالکن ایستاده و از زنان برهنهٔ شما سان می‌بیند؟ و آنان را چونان گوشت قربانی میان سپاه ارتداد قسمت می‌کند. آیا شما عرب هستید؟ سوگند به خدا از بغداد تا جده در عرب‌بودنتان تردید دارم
او کسانی را که برای نجنگیدن با دشمن بهانه می‌آورند و بهانه‌تراشی می‌کنند، به کوفیان زمان علی بن ابی‌طالب که برای فرار از جنگ گرمای تابستان و سرمای زمستان را بهانه می‌کردند تشبیه نموده‌است.
هنوز سرمای زمستان و گرمای تابستان را برای نجنگیدن بهانه می‌کنیم هنوز عورت عمروعاص در دوران حاضر آشکار است و چهرهٔ تاریخ را زشت می‌گرداند هنوز کتاب خدا بر نیزه‌های عربی آویزان است هنوز ابوسفیان با ریش زردش به نام بت لات و تعصبات قومی، قبائل عرب را گرد خود می‌آورد

### نمادها در شعر مظفر النواب
- محمد الدره

خون پاکش اذان داد محمّد الدّره‌امام جماعت شماست پس ای مردان! ای مردان! صفوف خود را پشت سر او متحد سازید بشتابید به سوی اسلحه
- سیدحسن نصرالله

سرورم سیدحسن، نصرت الهی ما را فرامی‌گیرد آن‌گاه که سیدحسن نصراللّه با آیات خدا می‌آید؛ این پیروزی از سوی خداست نه از سوی آمریکایی‌ها؛ پس پروردگارت را تسبیح کن و از او آمرزش بخواه
- خالد اسلامبولی

ای مرد بیدار! هر شیرمردی آرزو می‌کند انگشت کوچک دست تو باشد تو (رسالت خودت) را انجام دادی آیا تاریخ همانند اقدام تو را تابه‌حال انجام داده‌است؟
- حاکمان عرب

حکام اخته‌شدهٔ عرب، مبّلغان دین آمریکایی، مرگ بر آن‌ها و مرگ بر محکوم‌کردن‌هایشان (بیانیه‌هایشان)، مرگ بر نفت‌شان، مرگ بر سربازان‌شان، و مرگ بر پول‌هایشان، ای بزدل‌ها! با کدامین صفت شما را توصیف کنم؟ در فرهنگ لغت (عرب) صفت زشتی که در خور توصیف شما باشد وجود ندارد.
- آمریکا

سوگند اما نه به آسمان‌ها، بلکه سوگند به آسمان‌هایی که می‌بارند، در چشمان آن کودک یتیم جنوبی که در خانه‌اش به آتش کشیده شد و من با اشعار آتشینم اعلام می‌کنم آمریکا (نماد) کفر است.
- نیروهای شهادت‌طلب (انتحاری)

چه کسی دینامیت‌ها را کار گذاشت؟ و چه کسی با ماشین‌های کاروان (عروسی) آن را به آتش کشید؟ آن یگانه فرزند هرگز سازش نخواهد کرد.
- صراحت

از سرانجام آن‌چه می‌گویم هراسی ندارم، زیرا شهادت به‌خاطر سخن شجاعانه و در راه عقیده (همچون) گلدسته و ضریح (مقدس) است. اگر کسی قصد کشتن یا بدنام کردنم را دارد، من اینم جز پیراهنی که بر تن دارم مالک چیزی نیستم.
- رهبران دینی

من طرفدار مسیح مُثله‌شده بر صلیبم و طرفدار محمد و طرفدار علی بی‌هیچ قید و شرطی، و طرفدار ابوذر غفاری که بر سر هر مایه‌داری می‌کوبید و طرفدار سر حسین هستم.

## آثار

### کتاب للرحیل و حمد
این کتاب از انتشارات قلم شرق منتشر شد. این مجموعه شامل اشعاری‌است به زبان عربی در قالب (حر) آزاد و سپید که گاه با لهجهٔ محلی عراقی نظام یافته‌است. مضامین این اشعار بیشتر مسائل اجتماعی و سیاسی است.

### بنت الصبح یا دختر صبح
دختر صبح یکی از اشعار برجستهٔ مظفر النواب در جهان عرب است. النواب در این شعر حکام عرب را به زیر تیغ نقد می‌کشد و آنان را متهم به پول و نفتپرستی می‌کند، النواب در این شعر سعی داشته تا آن‌جا که ممکن است از فلسطین و مردم آن دفاع کند. قسمتی از این شعر:
خواهد آمد خواهد آمد ** زنی آبستن را بر زمین انداختند و جنینی را که شبانه چریکی می‌شود بیرون کشیدند! شنیدید عربهای لعنتی! عربهای زبان‌بسته! کینه به نطفه‌ها رسید. شنیدید عربهای لعنتی! فلسطین را از ریشه برمی‌کنند. ای مدعیان دین آمریکایی در مکه بازارتان گرم است و مزایدهٔ علنی‌است. -ای اشراف‌زادگان! سی کشته در یک ساعت -ای اشراف‌زادگان هشتاد به حساب سوداگران شام هشتاد و هشت به حساب لغو قانون اساسی کویت نود به حساب شاه نفت. هشیار باشید! سکوت سکوت سکوت این سکوت در زبان عربی چه معنایی دارد؟

### مظفر النواب و دفتر شعر جوان
دفتر شعر جوان یکی از مؤسسات شعر ایران است که قیصر امین‌پور یکی از اعضای آن بود، این مؤسسه کنگره‌ها و فعالیت‌های مختلفی برای معرفی شعرای ایران و کشورهای همسایه دارد. برنامهٔ مهمان ماه، یکی از این برنامه‌های دفتر شعر جوان است که طی دعوتی از مظفر النواب به عنوان شاعر برجستهٔ جهان عرب از ایشان دعوت به عمل آمد.